# Pseudominolia nedyma
Pseudominolia nedyma là một loài ốc biển, là động vật thân mềm chân bụng sống ở biển thuộc họ Solariellidae, họ ốc đụn.